# Danielle Stordeur
Danielle Stordeur, née le 28 mars 1944, est une préhistorienne française, spécialiste de la néolithisation du Proche-Orient. Elle a notamment fouillé et étudié plusieurs sites syriens du Néolithique précéramique.

## Travaux

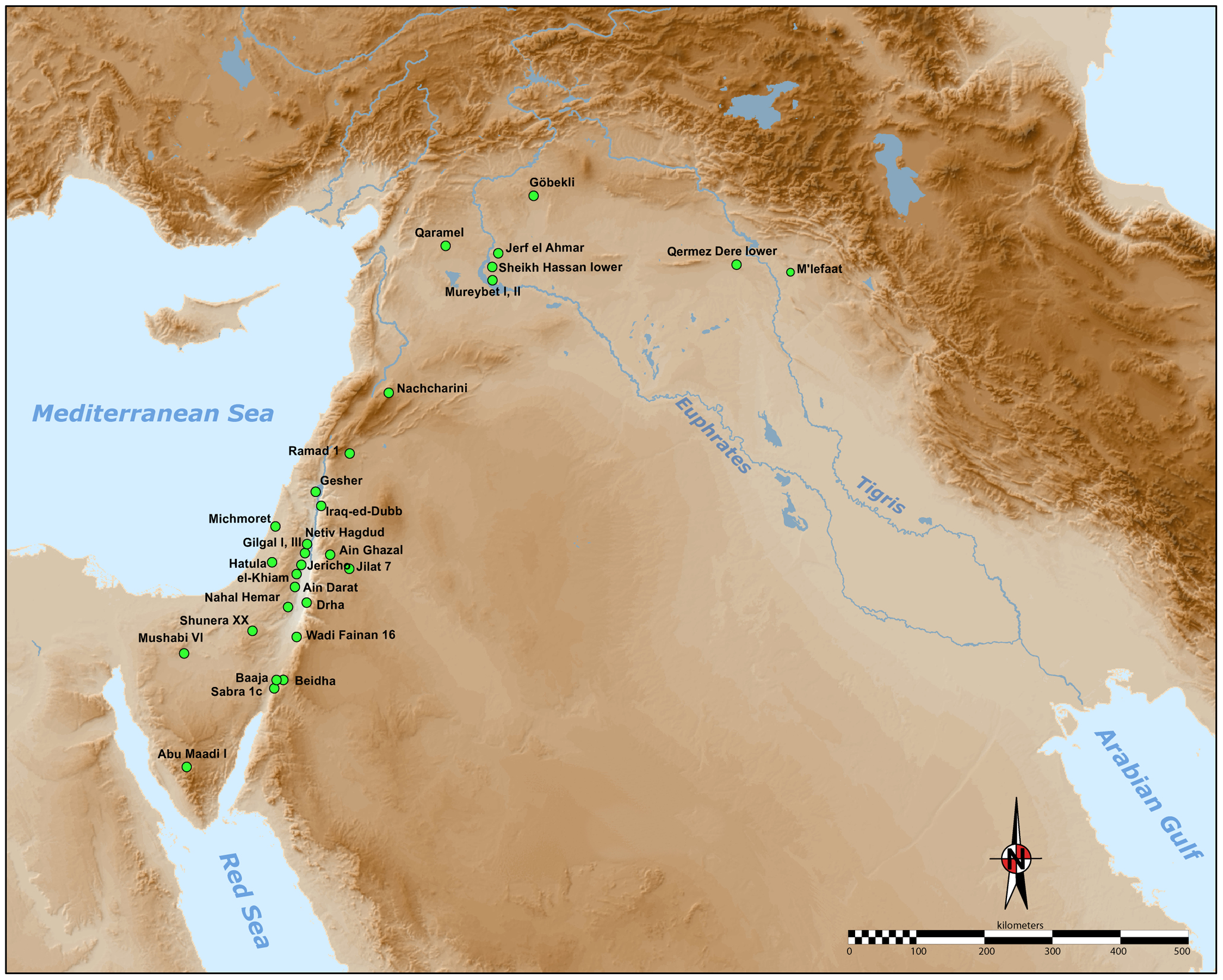
Carte des sites khiamiens au Proche-Orient

Au début des années 1980, Danielle Stordeur pose en France les bases de la tracéologie appliquée aux outils osseux.
Principales campagnes de fouilles au Proche-Orient
- 1978–1987 : à El Kowm
- 1989–1993 : à Deir
- 1995–1999 : à Jerf el Ahmar
- 2001–2007 : à Tell Aswad[3]

Entre 1995 et 1999, elle réalise des fouilles de sauvetage sur le site syrien de Jerf el Ahmar, où l'activité agricole émerge il y a environ 11 500 ans. Avec son équipe, elle reconstitue la structure et l'évolution du site sur une période de 3 000 ans. En 1999, la mise en eau d'un barrage sur l'Euphrate noie le site. Elle conçoit sur ce thème une exposition au musée national de Damas.
Danielle Stordeur est directrice de la mission permanente « El Kowm-Mureybet » (Syrie) pour le compte du ministère français des affaires étrangères de 1993 à 2011, à la suite de Jacques Cauvin,.

## Activité éditoriale
Danielle Stordeur est membre du comité de rédaction de :
- la revue Syria - Archéologie, art et histoire
- la revue Neo-Lithics
- les éditions Bibliothèque archéologique et historique (BAH)

## Publications
Cette liste ne recense que les ouvrages publiés par Danielle Stordeur. Une liste plus complète, incluant ses nombreuses contributions à des articles de revues scientifiques, est accessible sur le portail Persée.
- Danielle Stordeur, El Kowm 2. Une île dans le désert. La fin du Néolithique précéramique dans la steppe syrienne, CNRS Éditions, 2000, 328 p. (ISBN 978-2-2710-5720-4)
- Danielle Stordeur, Le village de Jerf el Ahmar (Syrie, 9500 - 8700 av. J.-C.). L’architecture, miroir d’une société néolithique complexe, CNRS Éditions, coll. « Alpha », 2015, 366 p. (ISBN 978-2-2710-8740-9)